# Europamästerskapen i taekwondo 2024
Europamästerskapen i taekwondo 2024 hölls mellan den 9 och 12 maj 2024 i Belgrad i Serbien. Det var den 26:e upplagan av europamästerskapen i taekwondo.

## Medaljörer

### Herrar
| Gren   | Guld                            | Silver                                       | Brons                                            |
| 54 kg  | Furkan Ubeyde Çamoğlu Turkiet   | Konstantinos Dimitropoulos Grekland          | Josip Teskera Kroatien                           |
| 54 kg  | Furkan Ubeyde Çamoğlu Turkiet   | Konstantinos Dimitropoulos Grekland          | Maksym Manenkov Ukraina                          |
| 58 kg  | Vito Dell'Aquila Italien        | Lev Korneev Serbien                          | Qaşim Maqomedov Azerbajdzjan                     |
| 58 kg  | Vito Dell'Aquila Italien        | Lev Korneev Serbien                          | Adrián Vicente Spanien                           |
| 63 kg  | Omar Salim Ungern               | Hakan Reçber Turkiet                         | Volodymyr Bystrov Ukraina                        |
| 63 kg  | Omar Salim Ungern               | Hakan Reçber Turkiet                         | Tobias Hyttel Danmark                            |
| 68 kg  | Bradly Sinden Storbritannien    | Ilja Danilov Individuella neutrala idrottare | Simur Mirzojev Ukraina                           |
| 68 kg  | Bradly Sinden Storbritannien    | Ilja Danilov Individuella neutrala idrottare | Levente Józsa Ungern                             |
| 74 kg  | Daniel Quesada Spanien          | Zurab Kintsurasjvili Georgien                | Cavad Ağayev Azerbajdzjan                        |
| 74 kg  | Daniel Quesada Spanien          | Zurab Kintsurasjvili Georgien                | Charalampos Flouskounis Grekland                 |
| 80 kg  | Toni Kanaet Kroatien            | Kostiantyn Kostenevytj Ukraina               | Nedžad Husić Bosnien och Hercegovina             |
| 80 kg  | Toni Kanaet Kroatien            | Kostiantyn Kostenevytj Ukraina               | Maksim Chramtsov Individuella neutrala idrottare |
| 87 kg  | Enbiya Taha Biçer Turkiet       | Richard Ordemann Norge                       | Vasileios Tholiotis Grekland                     |
| 87 kg  | Enbiya Taha Biçer Turkiet       | Richard Ordemann Norge                       | Artem Harbar Ukraina                             |
| +87 kg | Caden Cunningham Storbritannien | Iván García Spanien                          | Krystian Haremza Polen                           |
| +87 kg | Caden Cunningham Storbritannien | Iván García Spanien                          | Emre Kutalmış Ateşli Turkiet                     |

### Damer
| Gren   | Guld                                           | Silver                               | Brons                                            |
| 46 kg  | Lena Stojković Kroatien                        | Džejla Makaš Bosnien och Hercegovina | Viktorija Nahurna Ukraina                        |
| 46 kg  | Lena Stojković Kroatien                        | Džejla Makaš Bosnien och Hercegovina | Phoenix Goodman Storbritannien                   |
| 49 kg  | Adriana Cerezo Spanien                         | Merve Dinçel Turkiet                 | Supharada Kisskalt Tyskland                      |
| 49 kg  | Adriana Cerezo Spanien                         | Merve Dinçel Turkiet                 | Bruna Duvančić Kroatien                          |
| 53 kg  | Tatjana Minina Individuella neutrala idrottare | Zeynep Taşkın Turkiet                | Andrea Bokan Serbien                             |
| 53 kg  | Tatjana Minina Individuella neutrala idrottare | Zeynep Taşkın Turkiet                | Ada Avdagić Bosnien och Hercegovina              |
| 57 kg  | Nika Karabatić Kroatien                        | Jade Jones Storbritannien            | Luana Márton Ungern                              |
| 57 kg  | Nika Karabatić Kroatien                        | Jade Jones Storbritannien            | Fani Tzeli Grekland                              |
| 62 kg  | Kimia Alizadeh Bulgarien                       | Aaliyah Powell Storbritannien        | Ivana Arelić Kroatien                            |
| 62 kg  | Kimia Alizadeh Bulgarien                       | Aaliyah Powell Storbritannien        | Petra Štolbová Tjeckien                          |
| 67 kg  | Sarah Chaâri Belgien                           | Magda Wiet-Hénin Frankrike           | Aleksandra Perišić Serbien                       |
| 67 kg  | Sarah Chaâri Belgien                           | Magda Wiet-Hénin Frankrike           | Jolanta Tarvida Lettland                         |
| 73 kg  | Althéa Laurin Frankrike                        | Sude Yaren Uzunçavdar Turkiet        | Matea Jelić Kroatien                             |
| 73 kg  | Althéa Laurin Frankrike                        | Sude Yaren Uzunçavdar Turkiet        | Yanna Schneider Tyskland                         |
| +73 kg | Lorena Brandl Tyskland                         | Nafia Kuş Turkiet                    | Kristina Adebajo Individuella neutrala idrottare |
| +73 kg | Lorena Brandl Tyskland                         | Nafia Kuş Turkiet                    | Rebecca McGowan Storbritannien                   |

## Medaljtabell
*   Värdland ( Serbien)
| Nr                   | Nation                          | Guld | Silver | Brons | Totalt |
| -------------------- | ------------------------------- | ---- | ------ | ----- | ------ |
| 1                    | Kroatien                        | 3    | 0      | 4     | 7      |
| 2                    | Turkiet                         | 2    | 5      | 1     | 8      |
| 3                    | Storbritannien                  | 2    | 2      | 2     | 6      |
| 4                    | Spanien                         | 2    | 1      | 1     | 4      |
| –                    | Individuella neutrala idrottare | 1    | 1      | 2     | 4      |
| 5                    | Frankrike                       | 1    | 1      | 0     | 2      |
| 6                    | Tyskland                        | 1    | 0      | 2     | 3      |
| 6                    | Ungern                          | 1    | 0      | 2     | 3      |
| 8                    | Belgien                         | 1    | 0      | 0     | 1      |
| 8                    | Bulgarien                       | 1    | 0      | 0     | 1      |
| 8                    | Italien                         | 1    | 0      | 0     | 1      |
| 11                   | Ukraina                         | 0    | 1      | 5     | 6      |
| 12                   | Grekland                        | 0    | 1      | 3     | 4      |
| 13                   | Bosnien och Hercegovina         | 0    | 1      | 2     | 3      |
| 13                   | Serbien*                        | 0    | 1      | 2     | 3      |
| 15                   | Georgien                        | 0    | 1      | 0     | 1      |
| 15                   | Norge                           | 0    | 1      | 0     | 1      |
| 17                   | Azerbajdzjan                    | 0    | 0      | 2     | 2      |
| 18                   | Danmark                         | 0    | 0      | 1     | 1      |
| 18                   | Lettland                        | 0    | 0      | 1     | 1      |
| 18                   | Polen                           | 0    | 0      | 1     | 1      |
| 18                   | Tjeckien                        | 0    | 0      | 1     | 1      |
| Totalt (21 nationer) | Totalt (21 nationer)            | 16   | 16     | 32    | 64     |